# قلعه قاضی (بندرعباس)
قلعه قاضی شهری در بخش قلعه قاضی شهرستان بندرعباس در استان هرمزگان ایران است.

## جمعیت
بر اساس سرشماری مرکز آمار ایران در سال ۱۳۸۵، جمعیت آن ۴٬۲۳۹ نفر (۱٬۰۰۰ خانوار) بوده‌است.